# 航空自衛隊第1補給処
航空自衛隊第1補給処（こうくうじえいたいだいいちほきゅうしょ、JASDF 1st Air Depot）とは、航空自衛隊にあった補給処のひとつ。

## 概要
千葉県木更津市の本処と東京都北区及び立川市に2個支処を置き、制服などの一般的な需品・資材や施設器材などの保管、補給、整備を担当していた。
航空自衛隊事務用品発注官製談合事件の影響を受け、2013年8月1日に告示された「防衛省告示第百四十五号「航空自衛隊の補給処の支処及び出張所の設置に関する告示（昭和四十六年防衛庁告示第三十七号）の全部改正」（官報本紙第6100号、平成二十五年八月一日第七面）に基づき廃止された。

## 沿革
- 1954年（昭和29年）9月1日：航空自衛隊補給処が新編。
- 1956年（昭和31年）9月1日：臨時木更津補給隊が新編。
- 1958年（昭和33年）
  - 1月10日：補給処及び臨時木更津補給隊を統合し、航空自衛隊第1補給処が新編、東京及び立川出張所設置。
  - 12月1日：東京及び立川出張所を支処に改称、羽田出張所を設置。
- 1961年（昭和36年）9月1日：入間支処を設置。
- 1962年（昭和37年）10月1日：入間支処を母体として航空自衛隊第3補給処が新編、羽田出張所を第3補給処に移管。
- 1997年（平成09年）12月1日：東京支処を目黒基地から十条基地に移転。
- 2006年（平成18年）4月1日：東京支処那覇分室（那覇基地）を廃止。
- 2013年（平成25年）8月1日：廃止。

1. 本処 - 航空自衛隊第4補給処木更津支処に改組（これに伴い木更津基地は分屯基地に縮小）。
2. 立川支処 - 航空自衛隊第4補給処立川支処に改組。
3. 東京支処 - 航空自衛隊第2補給処十条支処に改組。

## 廃止時の編成
- 第1補給処本処 - （木更津基地）
  - 総務課
  - 企画課
  - 資材計画部 - 資材管理課、資材計画課、在庫統制課、計算課
  - 整備部 - 整備管理課、整備技術課、品質管理課
  - 保管部 - 保管管理課、品質統制課、第1保管課、第2保管課
  - 業務部 - 庶務課、補給課、施設課、通信課、管理課、業務課、会計課、衛生課
- 東京支処 - （十条基地）
- 立川支処 - （立川分屯基地）

| 代                    | 氏名                 | 在任期間               | 出身校・期                         | 前職                                                       | 後職                                                                 |
| 航空自衛隊補給処長    | 航空自衛隊補給処長   | 航空自衛隊補給処長     | 航空自衛隊補給処長                 | 航空自衛隊補給処長                                         | 航空自衛隊補給処長                                                   |
| --------------------- | -------------------- | ---------------------- | ---------------------------------- | ---------------------------------------------------------- | -------------------------------------------------------------------- |
| 01                    | 寺沢市兵衛           | 1954.9.1 - 1956.2.15   | 仙台高工 大正14年卒                | 航空幕僚監部付                                             | 航空幕僚監部付                                                       |
| 02                    | 藤原一郎             | 1956.2.16 - 1957.7.31  | 海機37期                           | 航空幕僚監部装備部装備第2課長                              | 航空自衛隊整備学校長                                                 |
| 03                    | 馬場 伝 （1等空佐）  | 1957.8.1 - 1958.1.9    | 海機38期                           | 航空自衛隊臨時木更津補給隊副隊長 兼 航空自衛隊補給処副処長 | 航空自衛隊第1補給処長 兼 木更津基地司令                              |
| 航空自衛隊第1補給処長 |                      |                        |                                    |                                                            |                                                                      |
| 01                    | 馬場 伝 （1等空佐）  | 1958.1.10 - 1958.7.31  | 海機38期                           | 臨時木更津補給隊長 兼 航空自衛隊補給処長 兼 霞ヶ浦基地司令 | 航空幕僚監部付（空将補昇任） →1959.2.1 退職                          |
| 02                    | 布袋謙作             | 1958.8.1 - 1959.7.31   | 陸士43期・ 東京帝国大学 昭和14年卒 | 航空自衛隊幹部学校                                         | 航空自衛隊第1術科学校長 兼 航空自衛隊第2術科学校長 兼 浜松南基地司令 |
| 03                    | 加納健一             | 1959.8.1 - 1960.7.31   | 東京帝国大学 昭和9年卒             | 航空幕僚監部監理部長 →1959.6.1 航空幕僚監部付              | 航空自衛隊第3術科学校長 兼 岐阜基地司令                              |
| 04                    | 古川尚志             | 1960.8.1 - 1961.10.31  | 海機40期・ 東京帝国大学 昭和17年卒 | 航空幕僚監部装備部補給課長 →1961.7.1 空将補昇任            | 航空幕僚監部装備部長                                                 |
| 05                    | 根来卓美 （1等空佐） | 1961.11.1 - 1962.7.15  | 陸士47期・ 陸大57期                | 航空自衛隊補給統制処副処長                                 | 航空自衛隊第2補給処長 兼 岐阜基地司令                                |
| 06                    | 岩宮 満              | 1962.7.16 - 1963.7.31  | 陸士47期・ 陸大55期                | 第1航空団副司令 →1963.7.1 空将補昇任                       | 第3航空団司令 兼 小牧基地司令                                        |
| 07                    | 広田保太郎           | 1963.8.1 - 1965.7.15   | 海兵60期                           | 防衛大学校訓練部長 →1963.3.16 中部航空方面隊司令部付       | 航空幕僚監部付 →1965.9.10 退職                                       |
| 08                    | 高橋康夫             | 1965.7.16 - 1967.2.15  | 東京帝国大学 昭和11年卒            | 航空自衛隊第4術科学校長 兼 熊谷基地司令                    | 航空幕僚監部付 →1967.4.18 停年退官（空将昇任）                       |
| 09                    | 佐藤憲郎             | 1967.2.16 - 1968.2.15  | 海機46期                           | 航空自衛隊補給統制処副処長 兼 檜町基地司令                 | 航空幕僚監部装備部長                                                 |
| 10                    | 進藤 淳              | 1968.2.16 - 1970.2.15  | 海機48期                           | 航空幕僚監部装備部補給課長                                 | 航空幕僚監部付 →1970.4.10 航空幕僚監部装備部長                       |
| 11                    | 伊藤公雄             | 1970.2.16 - 1971.6.30  | 陸士53期                           | 西部航空方面隊司令部幕僚長                                 | 統合幕僚会議事務局第1幕僚室長                                        |
| 12                    | 小松脩一郎           | 1971.7.1 - 1973.3.15   | 陸士54期                           | 第1航空団副司令 →1972.7.1 空将補昇任                       | 統合幕僚会議事務局第1幕僚室長                                        |
| 13                    | 畑中秀夫             | 1973.3.16 - 1974.7.31  | 日本大学 昭和19年卒                | 航空自衛隊補給統制処装備基準部長 →1973.6.1 空将補昇任      | 航空幕僚監部付 →1974.9.1 退職                                        |
| 14                    | 明知芳隆             | 1974.8.1 - 1976.2.15   | 陸経6期                            | 第1航空団副司令                                            | 航空幕僚監部監理部長                                                 |
| 15                    | 山脇雅敬             | 1976.2.16 - 1978.3.30  | 陸士58期                           | 第1補給処副処長 →1976.7.1 空将補昇任                       | 術科教育本部幹事                                                     |
| 16                    | 後藤 彰              | 1978.3.31 - 1979.1.31  | 陸士60期                           | 航空幕僚監部装備部装備課長                                 | 統合幕僚会議事務局第4幕僚室長                                        |
| 17                    | 伊藤英彦 （1等空佐） | 1979.2.1 - 1979.6.30   | 陸士60期・ 北海道大学 昭和26年卒   | 航空幕僚監部装備部装備課長                                 | 航空自衛隊補給統制処副処長 兼 市ヶ谷基地司令                         |
| 18                    | 梅地庸昭             | 1979.7.1 - 1981.12.1   | 陸士60期                           | 航空自衛隊第1術科学校副校長 →1979.8.1 空将補昇任           | 航空幕僚監部付 →1981.12.28 退職                                      |
| 19                    | 甲斐今朝芳           | 1981.12.2 - 1983.6.30  | 宮崎大学・ 9期幹候                 | 航空幕僚監部装備部補給課長 →1982.2.16 空将補昇任           | 航空自衛隊第3術科学校長 兼 芦屋基地司令                              |
| 20                    | 大島直彦             | 1983.7.1 - 1986.12.4   | 日本大学・ 3期幹候                 | 北部航空方面隊司令部幕僚長                                 | 調達実施本部東京支部 府中調達管理事務所長                            |
| 21                    | 西川直也             | 1986.12.5 - 1988.3.15  | 関西大学・ 9期幹候                 | 航空自衛隊幹部学校主任研究開発官                           | 退職                                                                 |
| 22                    | 朝倉 謙              | 1988.3.16 - 1989.10.16 | 防大3期                            | 航空総隊司令部装備部長                                     | 中部航空警戒管制団司令 兼 入間基地司令                               |
| 23                    | 早瀬洋一             | 1989.10.17 - 1991.6.30 | 防大6期                            | 中央航空通信群司令 兼 市ヶ谷基地司令                       | 航空総隊司令部幕僚長                                                 |
| 24                    | 尾頭 誠              | 1991.7.1 - 1994.6.30   | 防大8期                            | 第8航空団司令 兼 築城基地司令                              | 航空自衛隊幹部学校副校長 兼 企画室長                                 |
| 25                    | 富田武征             | 1994.7.1 - 1996.3.24   | 防大6期                            | 調達実施本部名古屋支部副支部長                             | 退職                                                                 |
| 26                    | 橋本康夫             | 1996.3.25 - 1998.6.30  | 防大13期                           | 航空安全管理隊司令                                         | 北部航空方面隊司令部幕僚長                                           |
| 27                    | 小鹿勝見             | 1998.7.1 - 1999.12.9   | 防大16期                           | 航空幕僚監部装備部調達課長                                 | 第2航空団司令 兼 千歳基地司令                                        |
| 28                    | 淺野明照             | 1999.12.10 - 2001.6.28 | 防大15期                           | 統合幕僚会議事務局第3幕僚室 通信電子調整官 兼 通信電子室長 | 航空自衛隊第4術科学校長 兼 熊谷基地司令                              |
| 29                    | 御木信宏             | 2001.6.29 - 2003.6.30  | 防大16期                           | 航空自衛隊第3術科学校長 兼 芦屋基地司令                    | 退職                                                                 |
| 30                    | 西根正幸             | 2003.7.1 - 2005.7.27   | 防大17期                           | 航空総隊司令部装備部長                                     | 航空安全管理隊司令                                                   |
| 31                    | 中川隆夫             | 2005.7.28 - 2007.3.27  | 防大18期                           | 航空自衛隊第2術科学校長                                    | 退職                                                                 |
| 32                    | 豊田 肇              | 2007.3.28 - 2010.7.25  | 東京水産大学・ 67期幹候            | 第4高射群司令                                              | 航空幕僚監部付 →2010.12.24 退職                                      |
| 33                    | 小野賀三             | 2010.7.26 - 2011.8.4   | 防大26期                           | 航空自衛隊第2術科学校長                                    | 防衛監察本部監察官                                                   |
| 34                    | 三谷直人             | 2011.8.5 - 2012.7.25   | 防大29期                           | 第5航空団司令 兼 新田原基地司令                            | 防衛監察本部監察官                                                   |
| 末                    | 平元和哉             | 2012.7.26 - 2013.8.1   | 防大30期                           | 統合幕僚監部総務部人事教育課長                             | 航空幕僚監部付 →2013.8.22 航空自衛隊第1術科学校長                    |